# Santo Libre
Il Santo Libre è un cocktail appartenente alla categoria dei long drink a base di rum e Sprite - gassosa. 
Nasce dalla modifica del più famoso cuba libre in cui però si utilizza la cola.
Deve il suo nome all'isola di Santo Domingo dove è stato inventato e dove, chiaramente, è famosissimo.
L'esigenza di chiamare il cocktail in maniera differente è dovuta alla chiara indicazione di origine del Cuba libre e quindi era necessario sottolineare il diverso luogo di provenienza.
Il Santo Libre è molto meno conosciuto del "fratello maggiore" ma si sta lentamente diffondendo grazie a tutte le persone che, visitando la repubblica dominicana, lo scoprono e lo apprezzano.

## Preparazione
La ricetta prevede: 
- 4/10 di rum Blanco
- 6/10 di Gassosa
- Limone (lime)
- Servire in tumbler alto colmo di ghiaccio dopo aver miscelato delicatamente senza shaker.

Varianti
L'unica variante consiste nell'utilizzo di rum ambrato al posto di quello blanco.
Alcuni barman ritengono apprezzabile l'aggiunta di 1 o 2 gocce di angostura prima della miscelazione.